# Monsieur Jean ou l'Amour absolu
Monsieur Jean ou l'Amour absolu est un roman de Georges Ribemont-Dessaignes publié en 1934 aux éditions Grasset et ayant reçu le Prix des Deux Magots la même année.

## Éditions
- Monsieur Jean ou l'Amour absolu, éditions Grasset, 1934.